# Glastonbury Fayre (Album)
Glastonbury Fayre ist ein Dreifachalbum, das 1972 veröffentlicht wurde. Es enthält Aufnahmen vom Glastonbury Festival, das vom 22. bis zum 24. Juni 1971 unter dem Namen Glastonbury Fayre stattgefunden hatte.
Das Album erschien in einer bedruckten PVC-Hülle mit verschiedenen Beilegern: ein Faltposter, ein 32-seitiges illustriertes Begleitheft, eine aufklappbare Titelliste sowie eine Pyramide und eine Kuppel zum Ausschneiden. Das Design stammte von Barney Bubbles.
2007 kam eine Neuauflage als Doppel-CD auf den Markt. Es gab auch eine Version zusammen mit dem Festivalfilm auf DVD. Allerdings enthielten die CD-Ausgaben nicht die Beileger der Originalausgabe.

## Titelliste
Nicht alle Aufnahmen stammen vom Glastonbury Festival, siehe Anmerkungen. Nicht alle Künstler, die beim Festival auftraten, sind auf dem Album vertreten.
Seite A
1. Grateful Dead: Dark Star....bury (aufgenommen am 8. April 1972 im Empire Pool, Wembley, London, während der 1972er Europa-Tournee der Band)[2][1] – 24:12

Seite B
1. Brinsley Schwarz: Love Song (aufgenommen in den Olympic Studios)[1] – 4:10
2. Mighty Baby: A Blanket in My Muesli – 16:00

Seite C
1. Marc Bolan: Sunken Rags (aufgenommen bei Bolan zu Hause)[2][1] – 2:29
2. Pete Townshend: Classified (aufgenommen bei Townshend zu Hause)[2][1] – 3:53
3. David Bowie: Supermen (aufgenommen in den Trident Studios)[1] – 2:44
4. Hawkwind: Silver Machine and Welcome to the Future Medley (aufgenommen am 13. Februar 1972 im Roundhouse, London)[2][1] – 7:27
5. Skin Alley: Sun Music (aufgenommen in den Trident Studios)[1] – 4:50

Seite D
1. Daevid Allen and Gong: Glad Stoned Buried Fielding Flash And Fresh Fest Footprint In My Memory – 23:10

Seite E
1. Pink Fairies: Do It – 4:09
2. Pink Fairies: Uncle Harry's Last Freak-Out – 19:47

Seite F
1. Edgar Broughton Band: Out Demons Out – 20:24